# Lech Ostasz
Lech Ostasz (ur. 4 marca 1958 we wsi Murzynko koło Torunia) – polski psycholog i filozof.

## Życiorys
Ukończył studia z zakresu psychologii i filozofii na Katolickim Uniwersytecie Lubelskim, gdzie uzyskał magisterium z psychologii i absolutorium z filozofii. Studia doktoranckie odbył na Uniwersytecie Albrechta i Ludwika we Fryburgu oraz Uniwersytecie Ludwika i Maksymiliana w Monachium, kończąc je w 1987 obroną pracy doktorskiej.
W latach 1990–1997 pracował na stanowisku adiunkta w Instytucie Filozofii Uniwersytetu Jagiellońskiego (w tym okresie, w 1995 roku, uzyskał habilitację). W latach 1997–1998 zatrudniony był na stanowisku profesorskim na Uniwersytecie Gdańskim. Od 1998 roku zatrudniony jest na stanowisku profesora nadzwyczajnego w Instytucie Filozofii Uniwersytetu Warmińsko-Mazurskiego w Olsztynie. Prowadził odczyty na uniwersytetach w Monachium, Wiedniu, Bochum. W trymestrze 2006 był naukowcem wizytującym (academic visitor) na Uniwersytecie Oksfordzkim.
Jego zainteresowania dotyczą powiązania filozofii z psychologią i antropologią kulturową, wiedzy o człowieku i jej zastosowań (psychoterapii, etyki, życia społecznego), budowania systemu filozoficznego w klasycznym sensie. Lech Ostasz łączy refleksję i badania nad kulturą z jej uprawianiem, swoją twórczością obejmując niezwykle szerokie pole poznawczo-estetyczne. Jest autorem nie tylko szeregu prac z zakresu filozofii, antropologii i psychologii, lecz także jednej powieści i kilku tomików poezji. Niektóre prace pisze razem z innymi autorami. Współpracuje z czasopismem „Res Humana”. Jest członkiem Związku Literatów Polskich (oddział w Krakowie). Chętnie wraca do swoich wcześniej wydanych książek: poprawia i poszerza je, przygotowując kolejne wydania. 
Jego wkład do filozofii i humanistyki to głównie rozwinięcie psychoterapii filozoficznej (mentaloterapii). Następnie - opracowanie systemu filozoficzno-duchowego, który on nazwał henpantyzmem.Kolejny jego wkład to analizy i rozważania dotyczące pojęć: prawdy, dobra, człowieczeństwa, kultury (antropologii kulturowej).

## Wybrane publikacje
filozofia i nauki społeczne:
- Zur Struktur des Bewusstseins und zum Problem der Aufloesung des Ich, Peter Lang Verlag, Frankfurt–Nowy Jork, 1987
- Bereiche des Bewusstseines, Monachium, 1988
- (z Danielem Jabłońskim) Zarys wiedzy o rodzinie, małżeństwie, kohabitacji i konkubinacie. Perspektywa antropologii kulturowej i ogólnej, Wydawnictwo Adiaphora, Olsztyn, 2001, s. 322, ISBN 83-916679-0-1
- Czym jest altruizm identyfikacyjny, Wydawnictwo Adiaphora, Olsztyn, 2003, s. 95, ISBN 83-916679-2-8
- Droga filozoficznego myślenia, Wydawnictwo Adiaphora, Olsztyn, 2003, s. 399, ISBN 83-916679-9-5
- (z Danielem Jabłońskim i Heleną Kurtz) Gdy kobieta ma kilku mężów. Rzecz o poliandrii, Wydawnictwo Adiaphora, Olsztyn, 2005, s. 180, ISBN 83-920922-1-X
- (z Danielem Jabłońskim) Mapa wzorców kulturowych (Mapping of Cultural Patterns), Wydawnictwo Adiaphora, Olsztyn ,2006 (książka dwujęzyczna)
- Krytyka brudnego rozumu, Wydawnictwo Uniwersytetu Warmińsko-Mazurskiego, Olsztyn, 2007, s. 272, ISBN 978-83-7299-545-2
- Czym jest prawda w szerokim tego słowa znaczeniu, Wydawnictwo Laterna, Krynica Morska, 2007, s. 185, ISBN 978-83-925379-7-7; Towarzystwo Kultury Świeckiej, Warszawa, 20102, s. 194, ISBN 978-83-925365-4-3
- Składniki bytu – bytu w ogóle i bytu ludzkiego, Wydawnictwo Laterna, Krynica Morska, 2008
- Towards Psychology and Anthropology of Transcending, Wydawnictwo Uniwersytetu Warmińsko-Mazurskiego, Olsztyn, 2008
- To Be Above. Towards Psychology and Anthropology of Transcending, Wydawnictwo Uniwersytetu Warmińsko-Mazurskiego, Olsztyn, 2008
- Czym jest człowiek i czym może być? Antropologia filozoficzna, Wydawnictwo Naukowe WSP w Łodzi, 20115
- Psychoterapia filozoficzna. O usprawnianiu rozumu i leczeniu psychiki, Eneteia Wydawnictwo Psychologii i Kultury, Warszawa, 2011
- O usprawnianiu i leczeniu psychiki. Psychoterapia filozoficzna, Wydawnictwo Eneteia, Warszawa, 20112
- Świadomość. Jak funkcjonuje i czym jest?, Wydawnictwo Eneteia, Warszawa, 2011, s. 204, ISBN 978-83-61538-41-7

beletrystyka:
- Dramaty, 1996
- Walden trzy, 2001
- Subtelni buntownicy, 2002
- Wiersze wybrane, Wydawnictwo Borussia, Olsztyn 2011
- Wybór wierszy, https://lechostaszwyborwierszy.wordpress.com
- Śmieciarze i inne dramaty, Wydawnictwo Laterna, 2007